# 벨 부등식 실험
벨 부등식 실험(영어: Bell's inequality experiment)은 양자얽힘 현상에 관한 벨의 부등식을 검증하기 위한 실험이다. 존 벨은 자신의 논문 "EPR 역설에 관하여"에서 이 부등식을 발표하였다. 벨의 정리에 따르면 벨의 부등식은 어떠한 국소적 숨은 변수 이론에서도 성립하여야 한다.
실제 실험에서는 벨 방정식의 일종인 CHSH 방정식과 CH74 방정식이 사용되었다.

## 같이 보기
- 결정론
- 국소성의 원리